# Бадахоський договір (1267)

Річка Гвадіана на карті сучасних Іспанії та Португалії

Бадахоський договір (ісп. і порт. Tratado de Badajoz) — міждержавний договір Португальського королівства та Кастильської Корони. Підписаний 16 лютого 1267 року в Бадахосі кастильським королем Альфонсо X та португальським королем Афонсу III. Затвердив південну частину міждержавного кордону, що з незначними змінами зберігся до сьогодні як іспансько-португальський кордон. Умови договору були такі:
- Кастилія і Португалія ставали союзниками та партнерами[1].
- Кастилія і Португалія встановлювали міждержавний кордон по річці Гвадіана, від Елваша і Бадахоса до Аямонте на березі Атлантичного океану[1].
- Кастилія визнавала володінням Португалії регіон Аль-Гарб (Алгарвське королівство). Замки та поселення цього регіону, що були захоплені кастильськими лицарями в ході Реконкісти, відходили португальській стороні. Виняток становило місто Ньєбла, що лишалося під зверхністю кастильського короля, який так само як і португальський монарх титулуватися «королем Алгарве»[1].
- Португалія визнавала володінням Кастилії землі Арасени, Морана, Мори, Серпи і Ароче, розташовані на східному березі Гвадіани[1].
- Португалія зберігала за собою право на Арроншеш, Алегрете й Елваш, але передавала кастильській стороні Валенсію-де-Алькантара і Марван[1].

Договір залишався чинним до португальсько-кастильської війни 1295—1297 років, після якої його замінив Альканісеський договір.